# Marseu

Marseu est un village italien, frazione de la commune de Pulfero, dans la province d'Udine, dans la région Frioul-Vénétie Julienne, dans le nord-est de l'Italie.

## Géographie
Le village de Marseu est situé dans les Alpes italiennes, à 592 m d'altitude, à environ 60 km au nord-ouest de Trieste et environ 20 km au nord-est d'Udine, à la frontière avec la Slovénie. Les maisons, construites à même la roche, sont bâties les unes contre les autres.
Marseu est construit sur une sorte de promontoire rocheux surplombant les horizons environnants, la vallée du Natisone au sud, le mont Matajur à l'est et les chaînes montagneuses de Mladesjéna, de Kragúenca, de Vogu et de Mija à l'ouest.